# Rio Arakawa

O rio Arakawa (em japonês 荒川) é um dos principais rios que atravessa a cidade de Tóquio, a capital do Japão. O Arakawa nasce no monte Kobushi, na província de Saitama e tem a sua foz na Baía de Tóquio. O rio Potomac, nos Estados Unidos, está geminado com o Arakawa.